# Dioncomena grandis
Dioncomena grandis är en insektsart som beskrevs av David R. Ragge 1980. Dioncomena grandis ingår i släktet Dioncomena och familjen vårtbitare. Inga underarter finns listade i Catalogue of Life.